# Skrilje
Skrilje é uma vila localizada no município de Ajdovščina na Eslovênia. Possuía uma população estimada de 317 habitantes em 2020.